# はと座シータ星
はと座θ星（Theta Col、θ Col、Elkurud）は、はと座の5等星で孤立している。正確な視等級の値は5.02。ヒッパルコスによる年周視差の測定に基づくと太陽からの距離は720光年(220パーセク)である。

## 名称
はと座シータ星という名前はバイエル命名法に従った名称である。
古代のアラビアの歌人は名前の付けられていない星をالفرود (al-furūd、直訳すると一人のもの)と呼んだ。後にアラビアの天文学者はal-furūdをはと座とケンタウルス座の星に対して使った。アメリカの博物学者、リチャード・ヒンクリー・アレンは、al-furūdは｢猿｣を意味するالقرود(al-qurūd)を誤ったためと考えた。そして、はと座θ星とはと座κ星は13世紀のペルシアの天文学者アル・カズヴィーニーによって名付けられたAl Kurudというアステリズムである、としている。2018年6月1日に国際天文学連合の恒星の命名に関するワーキンググループ (Working Group on Star Names, WGSN) は、Elkurud をはと座θ星の固有名として正式に承認した。Furudという名前はおおいぬ座ζ星に付けられた。
中国語でははと座θ星とはと座κ星のなすアステリズムを孫 (Sūn)と呼んだ。その結果はと座θ星は孫二 (Sūn èr)と呼ばれた。

## 特徴
現在、はと座シータ星の視等級は減光現象により0.11減っている。視線速度は45.3km/sであり、太陽から遠ざかっていっている。約470万年前に一番近づき、そのときの距離は10.9光年であった。
はと座θ星はスペクトル分類がB8IVである進化中のB型準巨星であり、最近、主系列星から準巨星に変わった。自転速度は249km/sと速い。質量は太陽の約4倍と推定されている。恒星大気は太陽光度の472倍もの光度を発し、有効温度は9916Kである。